# Нова Рача
45°48′ пн. ш. 16°57′ сх. д. / 45.8° пн. ш. 16.95° сх. д.
Нова Рача (хорв. Nova Rača) — громада і населений пункт у Беловарсько-Білогорській жупанії Хорватії.

## Населення
Населення громади за даними перепису 2011 року становило 3 433 осіб. Населення самого поселення становило 469 осіб.
Динаміка чисельності населення громади:
Динаміка чисельності населення центру громади:

## Населені пункти
Крім поселення Нова Рача, до громади також входять:
- Беденик
- Булинаць
- Даутан
- Дрляноваць
- Козареваць-Рачанський
- Меджурача
- Невинаць
- Орловаць
- Сасоваць
- Словинська Ковачиця
- Стара Рача
- Тоцилєваць